# 대한민국 민법 제828조
대한민국 민법 제828조는 부부간의 계약의 취소에 대한 민법 친족법 조문이었다.

## 조문
제828조(부부간의 계약의 취소) 부부간의 계약은 혼인중 언제든지 부부의 일방이 이를 취소할 수 있다. 그러나 제삼자의 권리를 해하지 못한다.

## 같이 보기
- 부부
- 제삼자